# Mario Rodinò di Miglione
Mario Rodinò di Miglione (Napoli, 23 luglio 1900 – 11 dicembre 1961) è stato un ingegnere e politico italiano, deputato all'Assemblea Costituente.

## Biografia
Appartenente a una famiglia di nobile origine, il padre Giulio fu ministro e vicepresidente della Camera del Regno d'Italia. 
Laureato in ingegneria, nel 1946 venne eletto con il Fronte liberale democratico dell'uomo qualunque all'Assemblea Costituente. In essa intervenne in sei occasioni, relativamente agli incidenti di Serradifalco (Caltanissetta), alla sorte dei prigionieri italiani in Russia, alla crisi economica del Paese e sviluppi della situazione internazionale e infine sulle disposizioni generali (nella discussione generale e degli articoli da 1 a 7).
Morì all'età di 61 anni nel dicembre 1961.